# Cristian Iannuzzi
Cristian Iannuzzi (Latina, 19 novembre 1973) è un politico italiano.

## Biografia
Alle elezioni politiche del 2013 è candidato alla Camera dei Deputati nella circoscrizione Lazio 2 nelle liste del Movimento 5 Stelle, venendo eletto deputato della XVII Legislatura. Nella stessa tornata elettorale la madre, Ivana Simeoni, è eletta senatrice sempre con l'M5S.
Il 22 dicembre 2014 si dimette da parlamentare assieme a sua madre e a Giuseppe Vacciano ma le dimissioni vengono respinte dalla Camera dei Deputati, pertanto il 9 gennaio 2015 abbandona il Movimento 5 Stelle e passa al Gruppo misto.